# Richard Genzer
Richard Genzer (ur. 20 grudnia 1966 w Pradze) – czeski scenarzysta, choreograf, tancerz, piosenkarz i aktor.

## Życiorys
Ukończył Konserwatorium Tańca w Pradze. Po studiach zaczął pracować jako tancerz w grupie UNO, a następnie zaczął występować w musicalach.  W 2000 roku wraz z  Michałem Suchánekem, Josefem Cardą i Veroniką Žilkovą wystąpił w programie telewizyjnym Tele Tele. 

## Życie osobiste
Jego byłą żoną jest piosenkarka Linda Fink, z którą ma córkę i syna.

## Filmografia
Role w filmach kinowych:
- 1971: Dívka na koštěti
- 2004: Kameňák 2
- 2005: Kameňák 3
- 2008: Sněženky a machři po 25 letech
- 2013: Revival
- 2015: Vybíjená
- 2016: Rudý kapitán
- 2018: Pat a Mat znovu v akci
- 2021: Kumštýři: Ostruhy nekonečna
- 2022: Dimenze
- 2023: Hovnays

Role w filmach telewizyjnych:
- 2015: Svatojánský
- 1990: Drobné něžnosti
- 1990: Takmer ružový príbeh'

Ponadto wystąpił w licznych serialach telewizyjnych.

## Utwory
- 2006: Nam se dari
- 2006: Viktor Kangasero
- 2006:  Přátelé zeleného údolí
- 2006: Vsichni lide kouri M...
- 2006: Zatacka
- 2006: Lady Karneval
- 2006: 'Delej kliky
- 2006: Frantisek
- 2006: El Vivo!
- 2006: Tak jdem...
- 2006: Mjr. Zeman lovestory
- 2006: Nas ucitel Krska